# Ülemistejärve
Ülemistejärve est un quartier du district de Kesklinn à Tallinn en Estonie.

## Description
En 2019, le quartier compte 185 habitants.
Il s'agit du plus grand quartier résidentiel de Tallinn (13,96 km2), car il comprend la zone du lac Ülemiste (9,6 km2).
Le quartier est bordé par Raudalu, Liiva, Järve, Kitseküla, Luite, Juhkentali, Ülemiste et Mõigu ainsi que par la commune de Rae .
Ülemistejärve est traversé par les rues : Alevi tänav, Asula põik, Asula tänav, Hagudi tänav, Hallivanamehe tänav, Jalgpalli tänav, Juurdeveo tänav, Järvevana tee, Karamelli tänav, Kauba tänav, Keava tänav, Kiisa tänav, Kitseküla tänav, Kohila tänav, Käru tänav, Lelle tänav, Madli tänav, Magdaleena tänav, Marta tänav, Meeta tänav, Paide tänav, Piima tänav, Tartu maantee , Rapla tänav, Reketi tänav, Saku tänav, A. H. Tammsaare tee, Tondi tänav, Türi tänav et Vaari tänav..

## Population
| 2008 | 2011 | 2012 | 2013 | 2014 | 2015 |
| ---- | ---- | ---- | ---- | ---- | ---- |
| 218  | 214  | 197  | 198  | 203  | 199  |

| 2016 | 2017 | 2018 | 2019 | 2020 | 2021 |
| ---- | ---- | ---- | ---- | ---- | ---- |
| 202  | 194  | 199  | 185  | 187  | 182  |

| 2022 | - | - | - | - | - |
| ---- | - | - | - | - | - |
| 182  | - | - | - | - | - |

## Lieux et monuments
L'installation la plus importante du quartier est la station d'épuration d'Ülemiste.
Le lac Ülemiste couvre une grande partie du territoire et il est la principale source d'eau potable de Tallinn depuis le XIVe siècle.
Dans le lac se trouve un rocher, qui est un monument naturel protégé, appelé pierre de Linda (et)) et associé à l'épopée estonienne Kalevipoeg.
Le quartier est traversé par le ruisseau Kurna (et) et la forêt de Järve (et) est située au bord du lac.
La construction du centre d'affaires Delta Plaza a été réalisée en 2009.

## Galerie

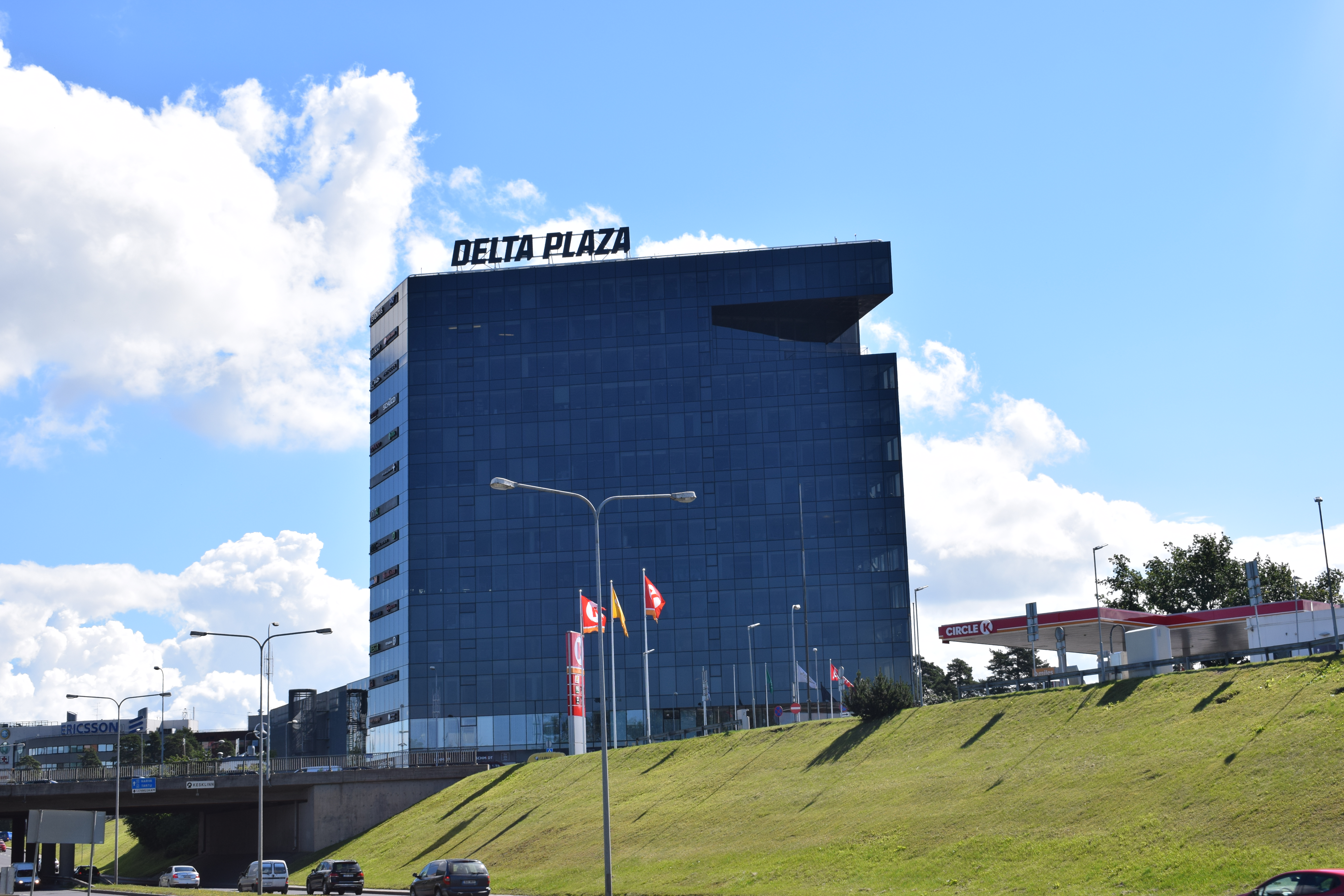
Delta Plaza Pärnu maantee 141.
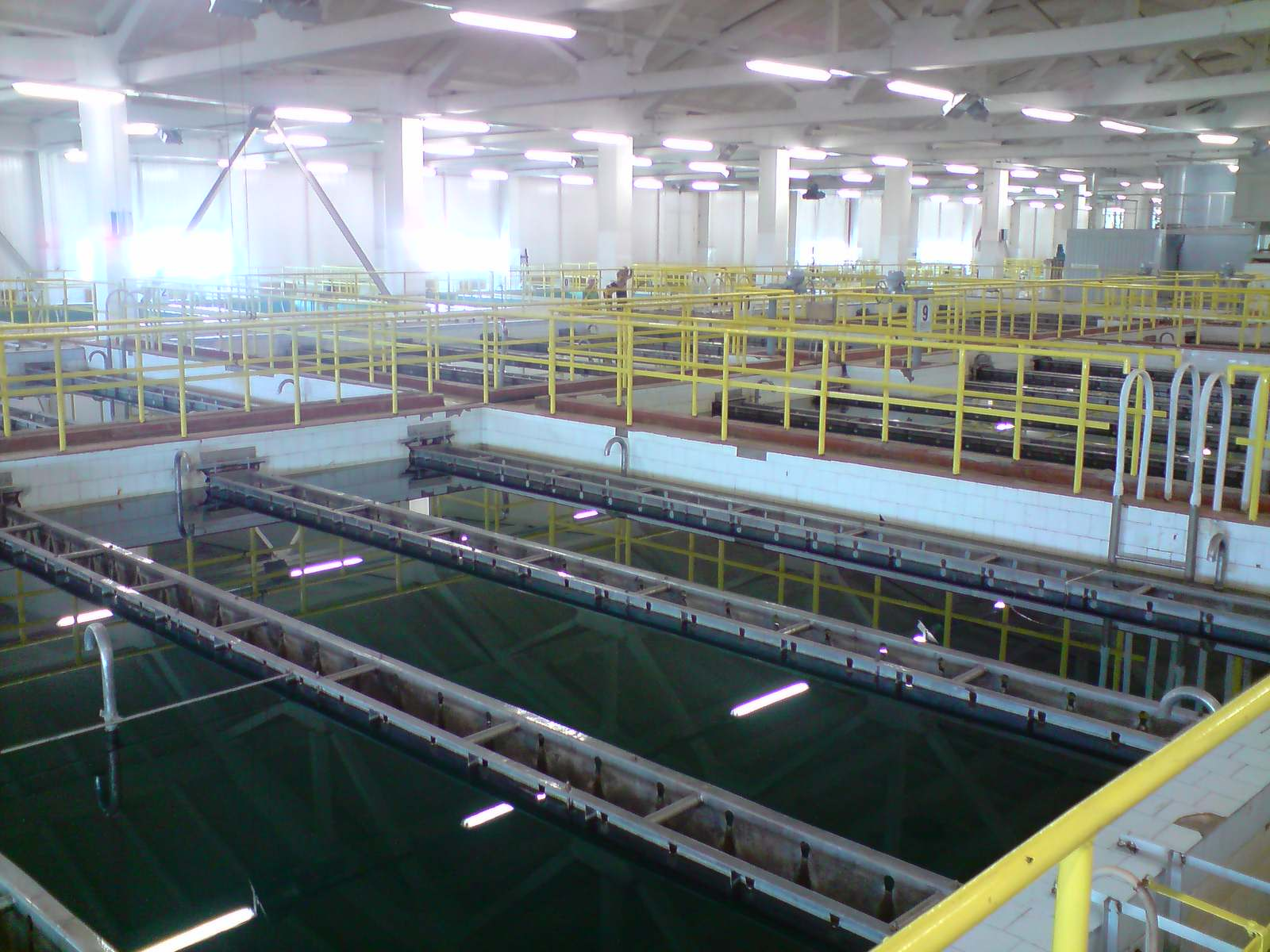
Station de traitement des eaux de Tallinn.
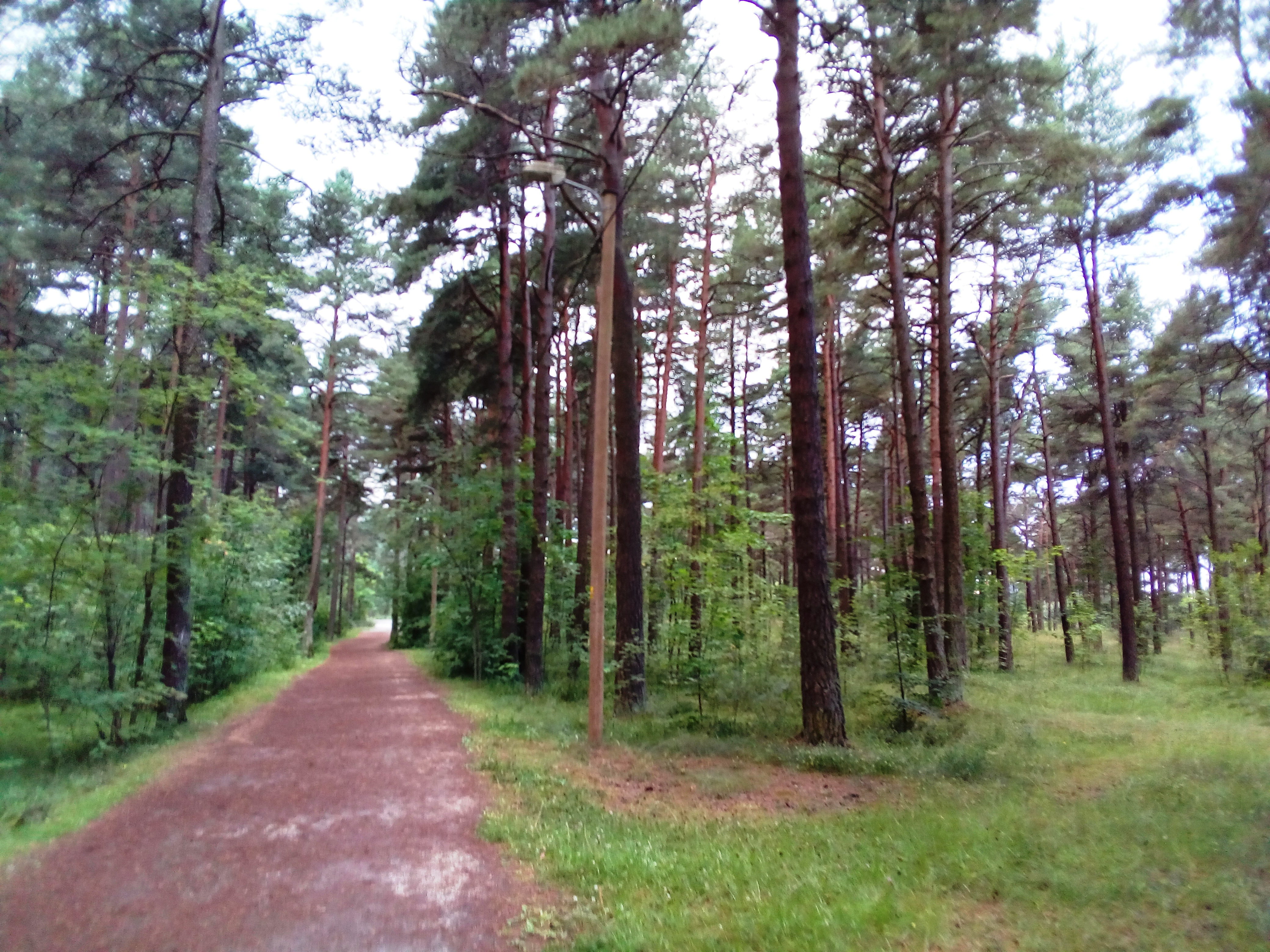
Järve mets.
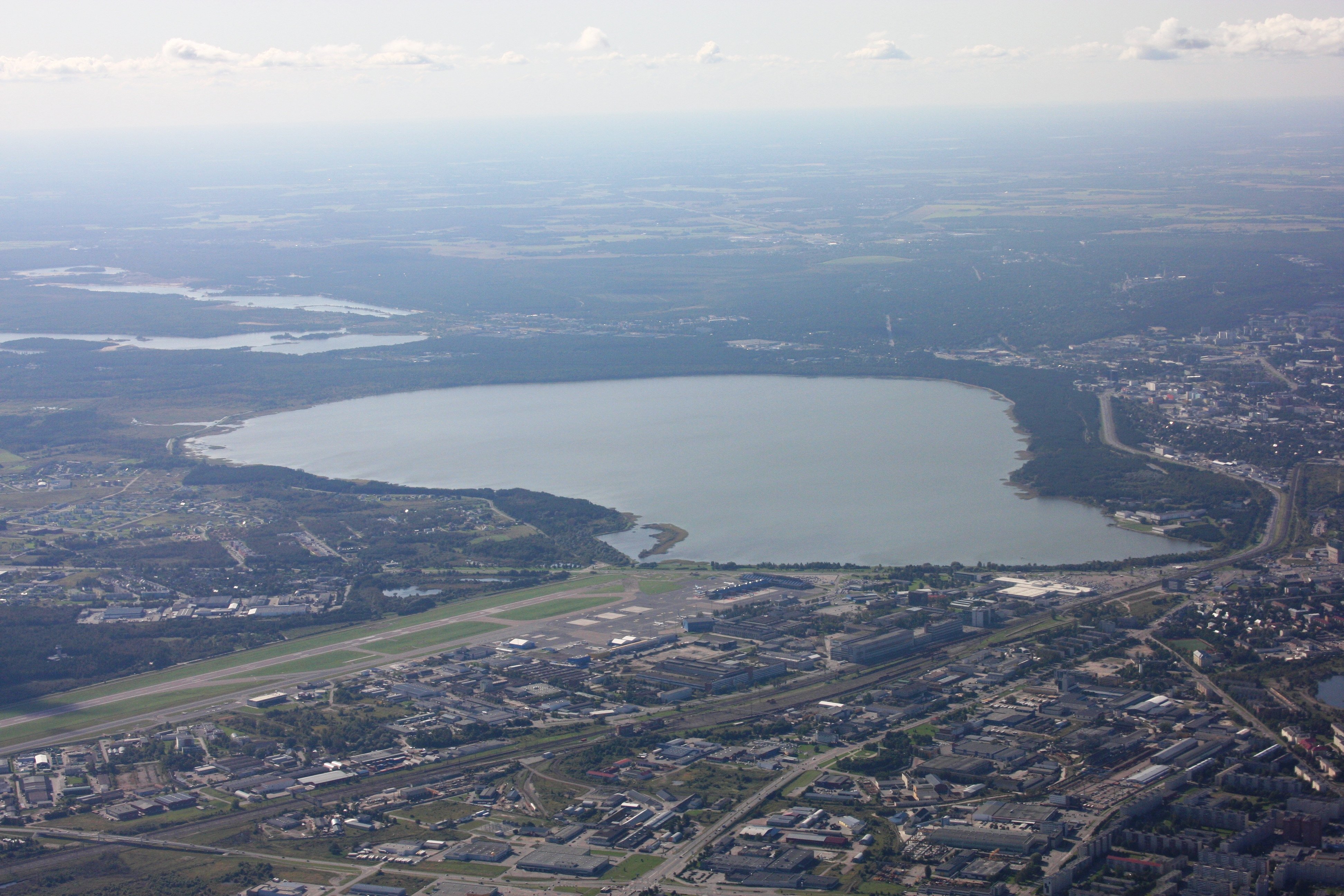
Lac Ülemiste
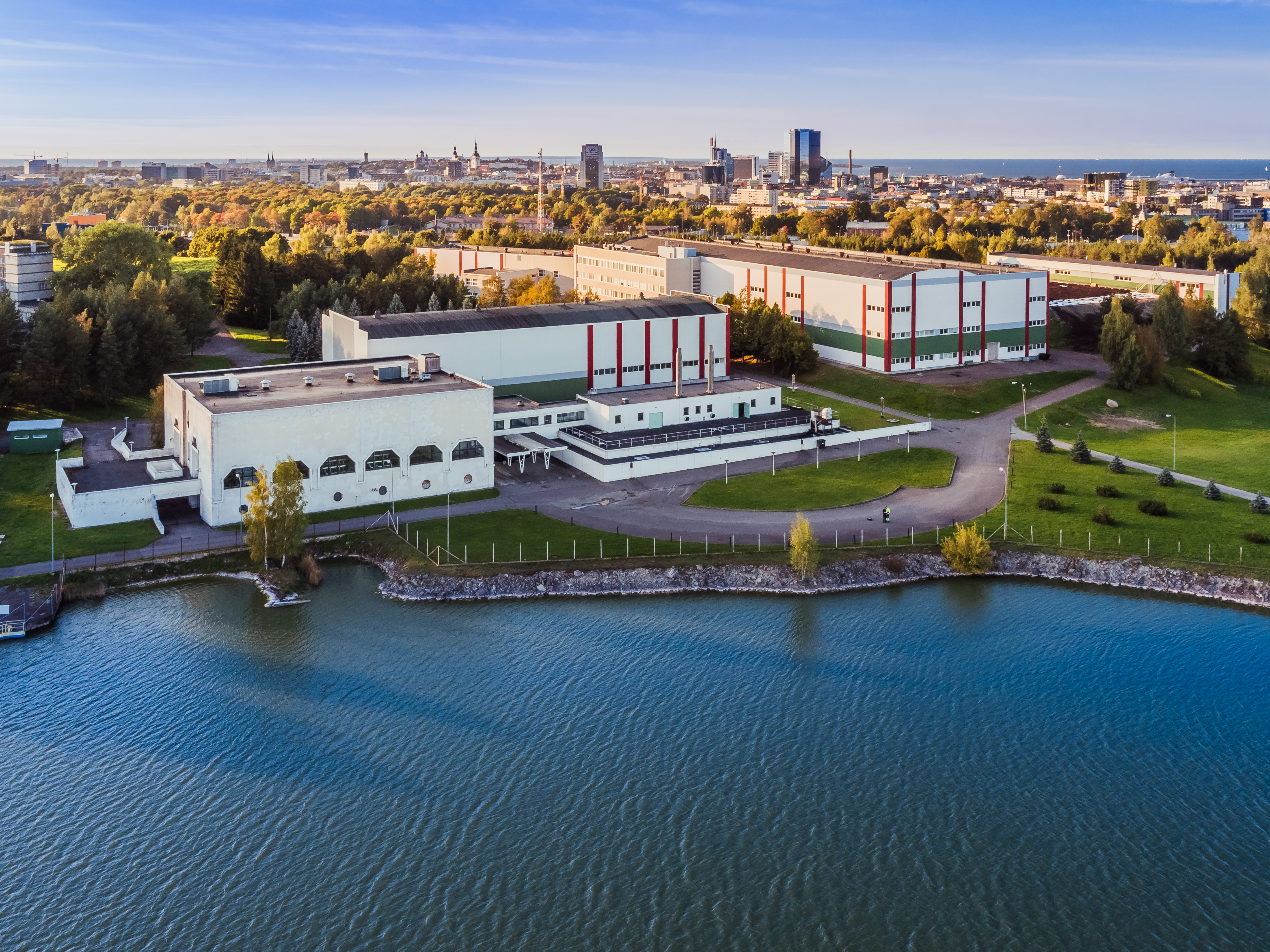
Usine de traitement des eaux.

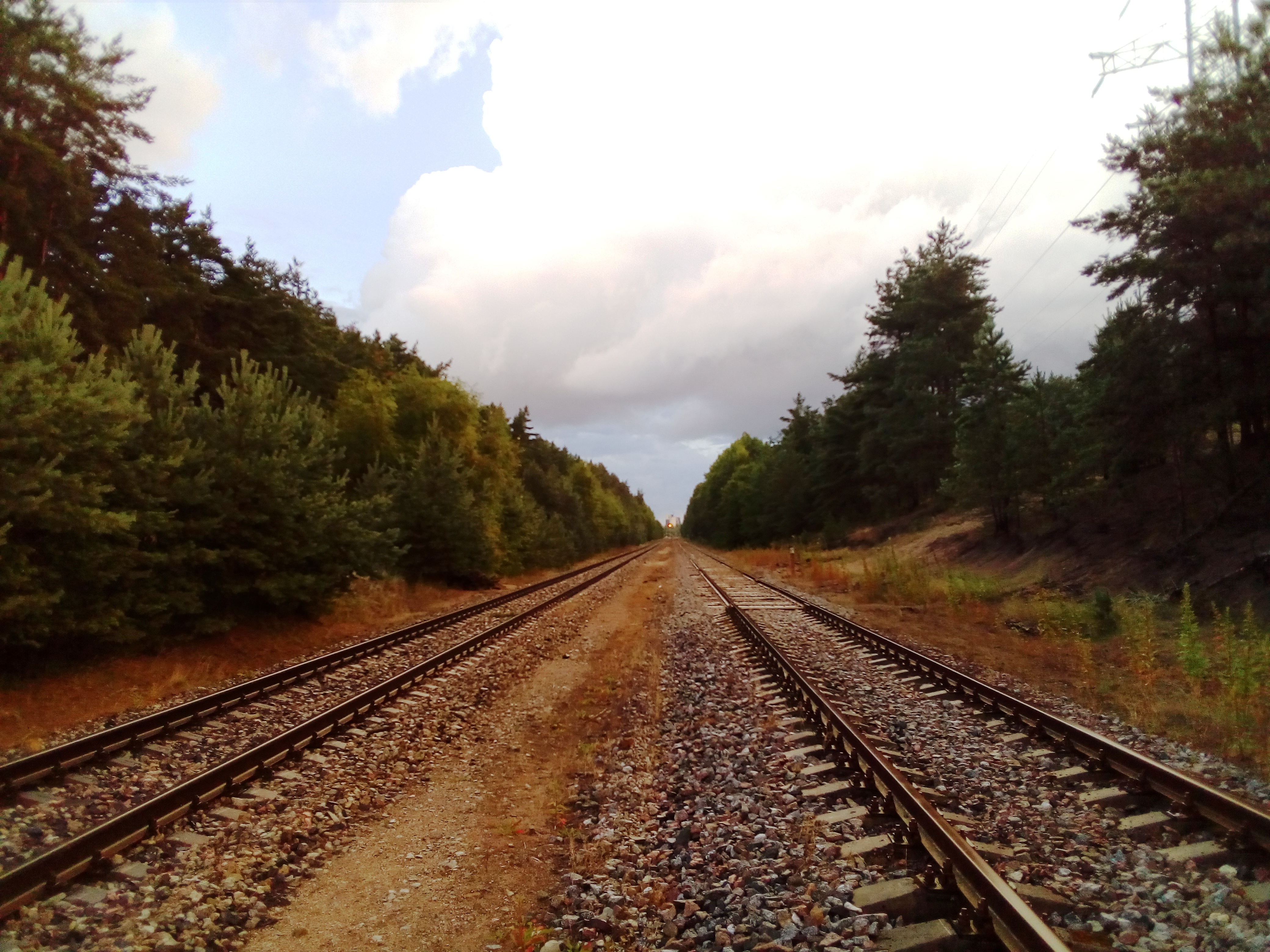
Chemin de fer dans la forêt.
Pärnu maantee.
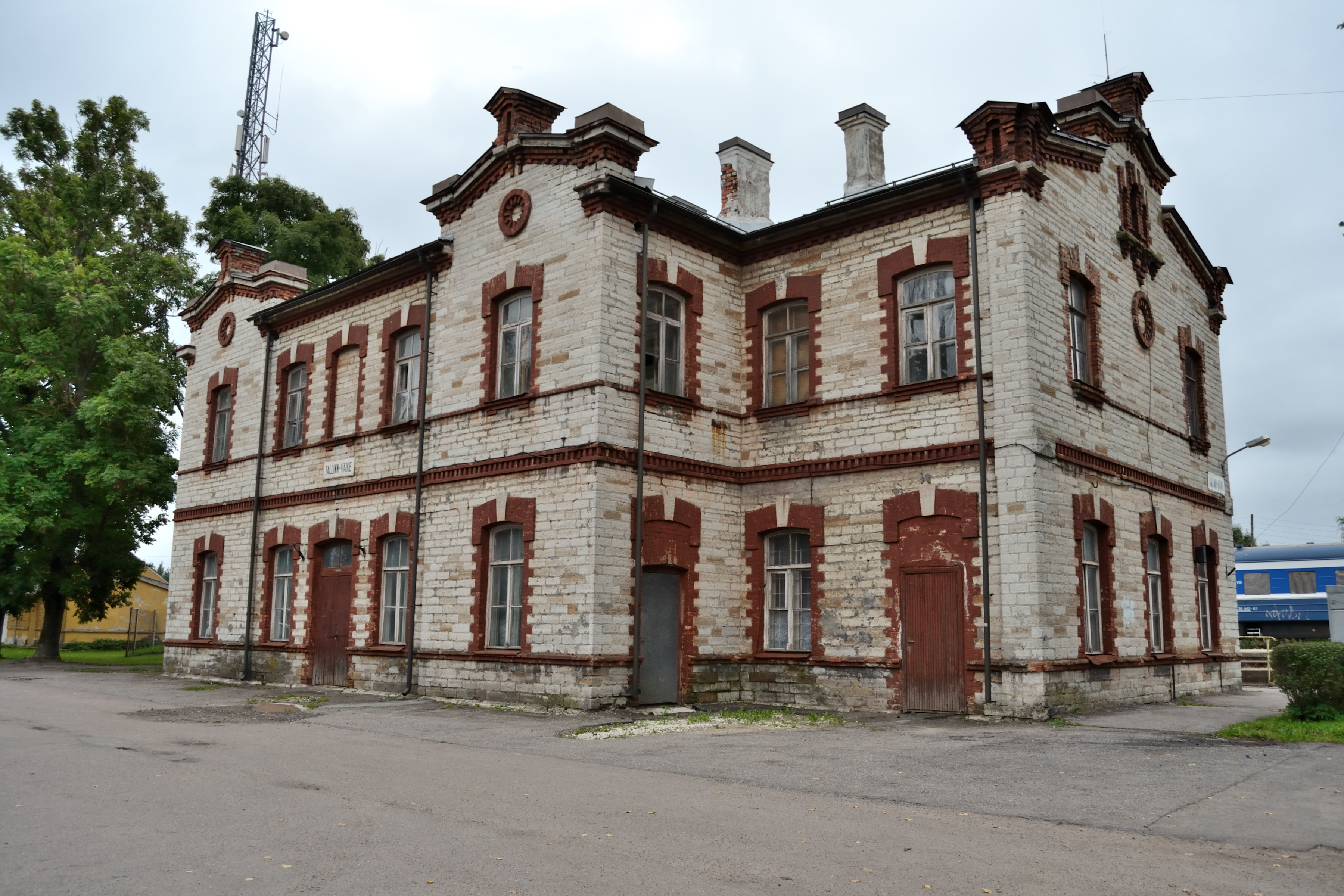
Gare de Tallinn-Väike
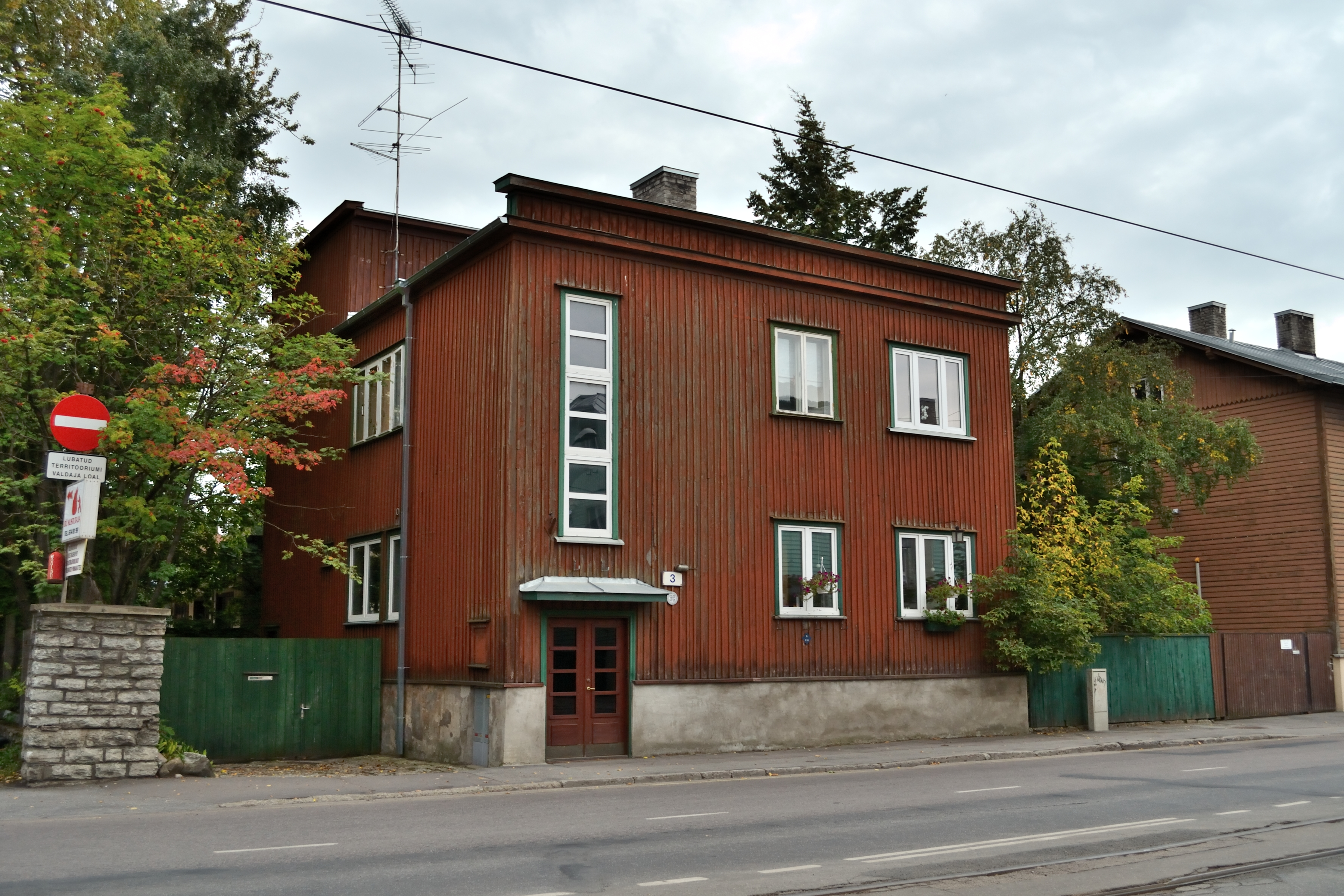
Tonditänav 3.
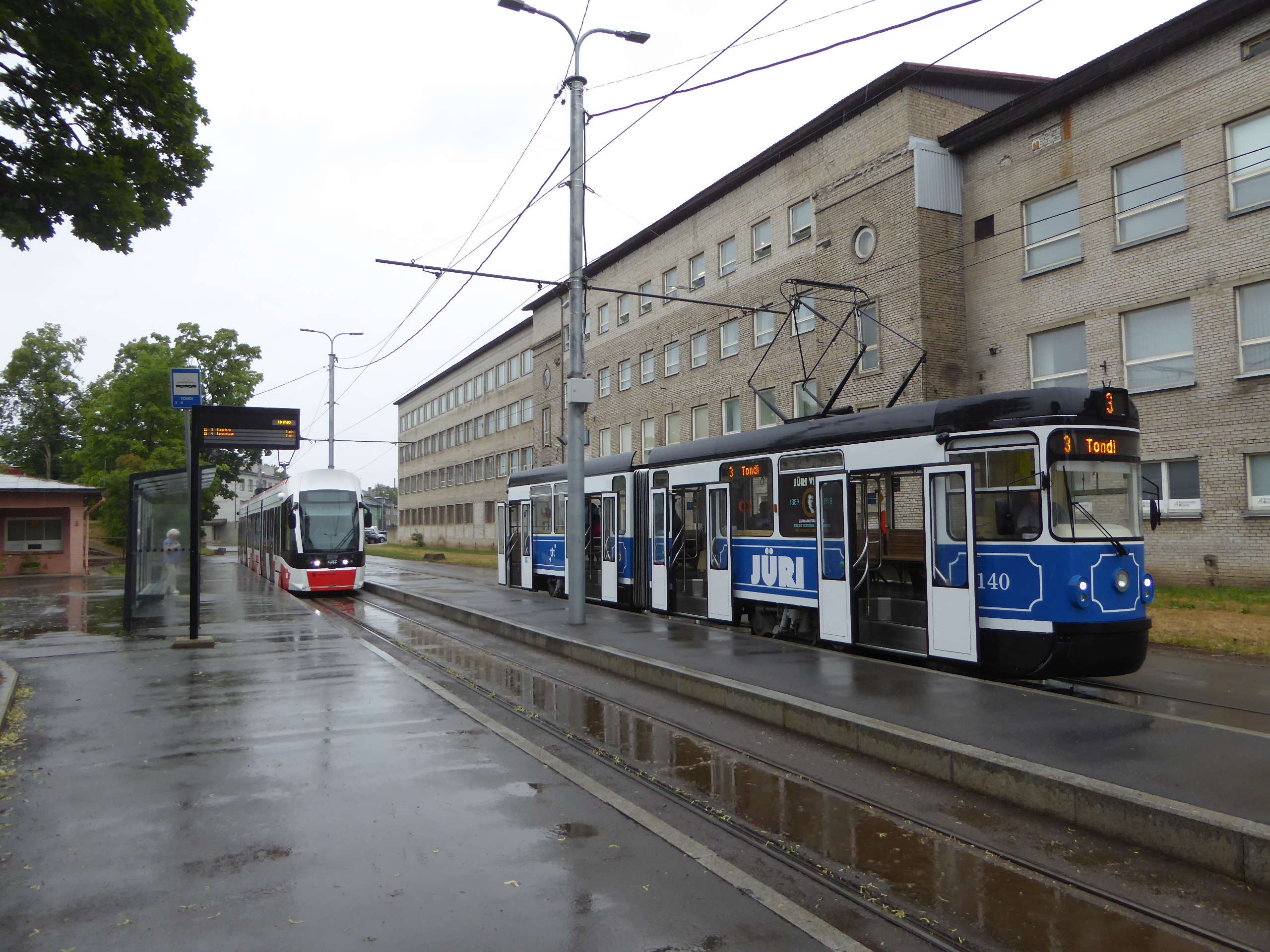
Arrêt de tramway Tondi.